# Illoud
Illoud település Franciaországban, Haute-Marne megyében. Lakosainak száma 199 fő (2022. január 1.). Illoud Bourg-Sainte-Marie, Chalvraines, Romain-sur-Meuse, Saint-Thiébault és Bourmont entre Meuse et Mouzon községekkel határos.

## Népesség
A település népességének változása:
| Lakosok száma | 200  | 382  | 354  | 309  | 239  | 229  | 220  | 207  | 204  | 199  |
|               | 1968 | 1982 | 1990 | 2006 | 2013 | 2015 | 2017 | 2019 | 2020 | 2022 |